# Alexander Reinhold Bohnstedt

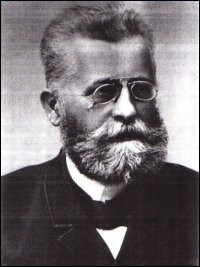
Bildnis Alexander Reinhold Bohnstedt

Alexander Reinhold Bohnstedt (* 14. August 1839 in Bitterfeld; † 9. April 1903 in Luckau) war ein deutscher Gymnasiallehrer und Botaniker. Sein offizielles botanisches Autorenkürzel lautet „Bohnst.“.

## Leben

### Familie
Alexander Reinhold Bohnstedt war der Sohn des königlichen Ökonomie-Kommissars Albert Bohnstedt. Die Familie siedelte 1846 auf das väterliche Rittergut Buchwäldchen bei Calau um, in dem damals bereits über einhundert Einwohner wohnten.

### Ausbildung
Alexander Reinhold Bohnstedt besuchte bis 1858 das Lyzeum Friedrich Wilhelm III. (heute: Friedrich-Wilhelm-Gymnasium) an der Oberkirche in Cottbus und interessierte sich während des Schulbesuchs bereits für Mathematik und Naturkunde. Nach Beendigung der Schule immatrikulierte er sich an der Universität Berlin und studierte Mathematik, Physik und Französisch; das Studium setzte er später an der Universität Halle fort, bis er wieder nach Berlin zurückkehrte und mit einem mathematischen Thema promovierte.

### Werdegang

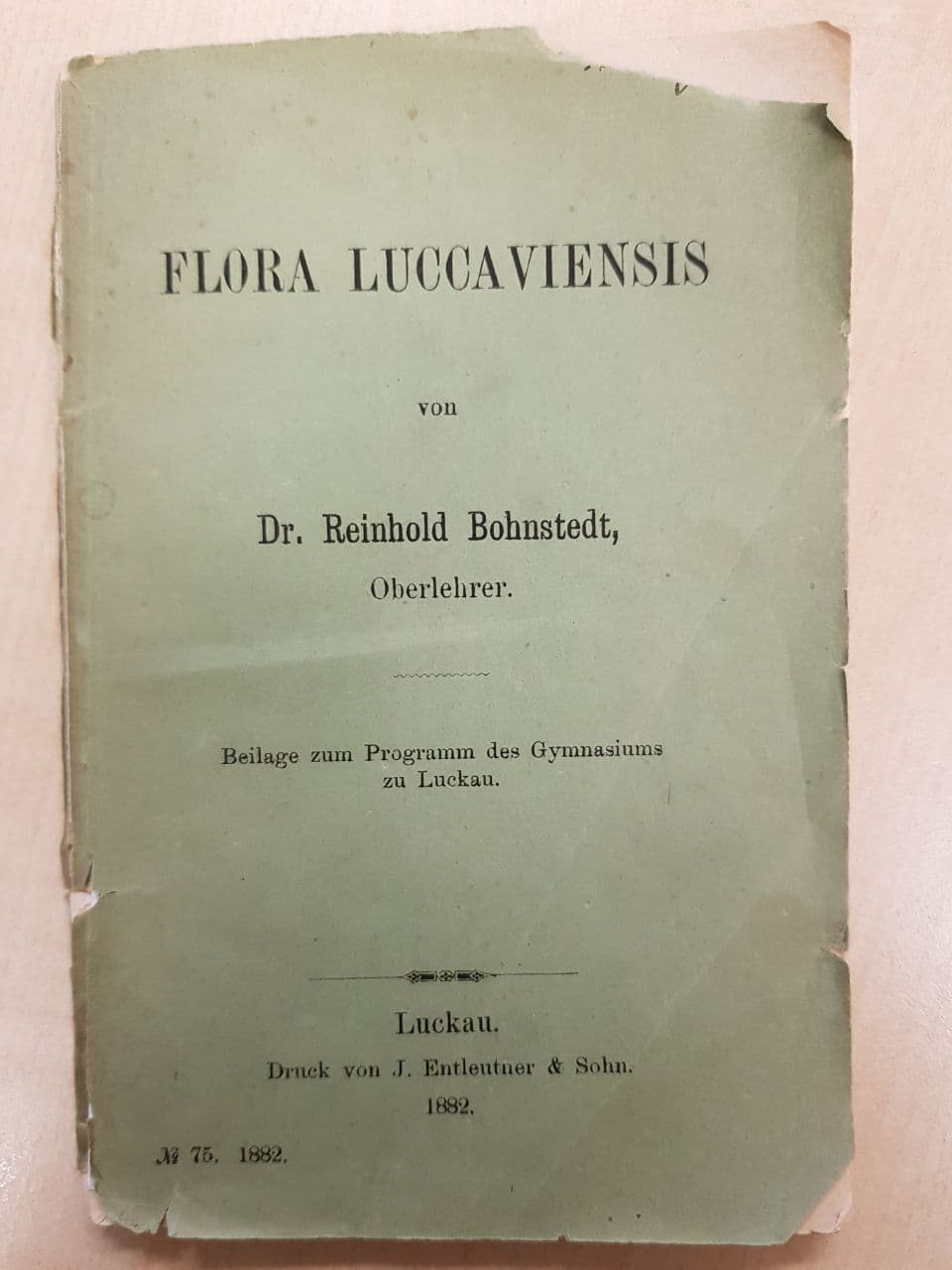
Fotografie eines Originals der Flora Luccaviensis aus dem historischen Bestand des damaligen Königlichen Gymnasiums zu Luckau (heute: Bohnstedt-Gymnasiums)

1869 bewarb Alexander Reinhold Bohnstedt sich am Gymnasium in Luckau (heutiges Bohnstedt-Gymnasium), und wurde darauf im Herbst als Oberlehrer eingestellt und unterrichtete in den Fächern Mathematik, Physik, Naturkunde und Französisch. Er erkundete auf zahlreichen Wanderungen die Pflanzenwelt der nordwestlichen Niederlausitz und bezog in diese vielfach auch die Schüler des Gymnasiums ein. 1891 unternahm er eine, für die damalige Zeit ungewöhnliche, Exkursion mit seinen Schülern auf die Insel Rügen.

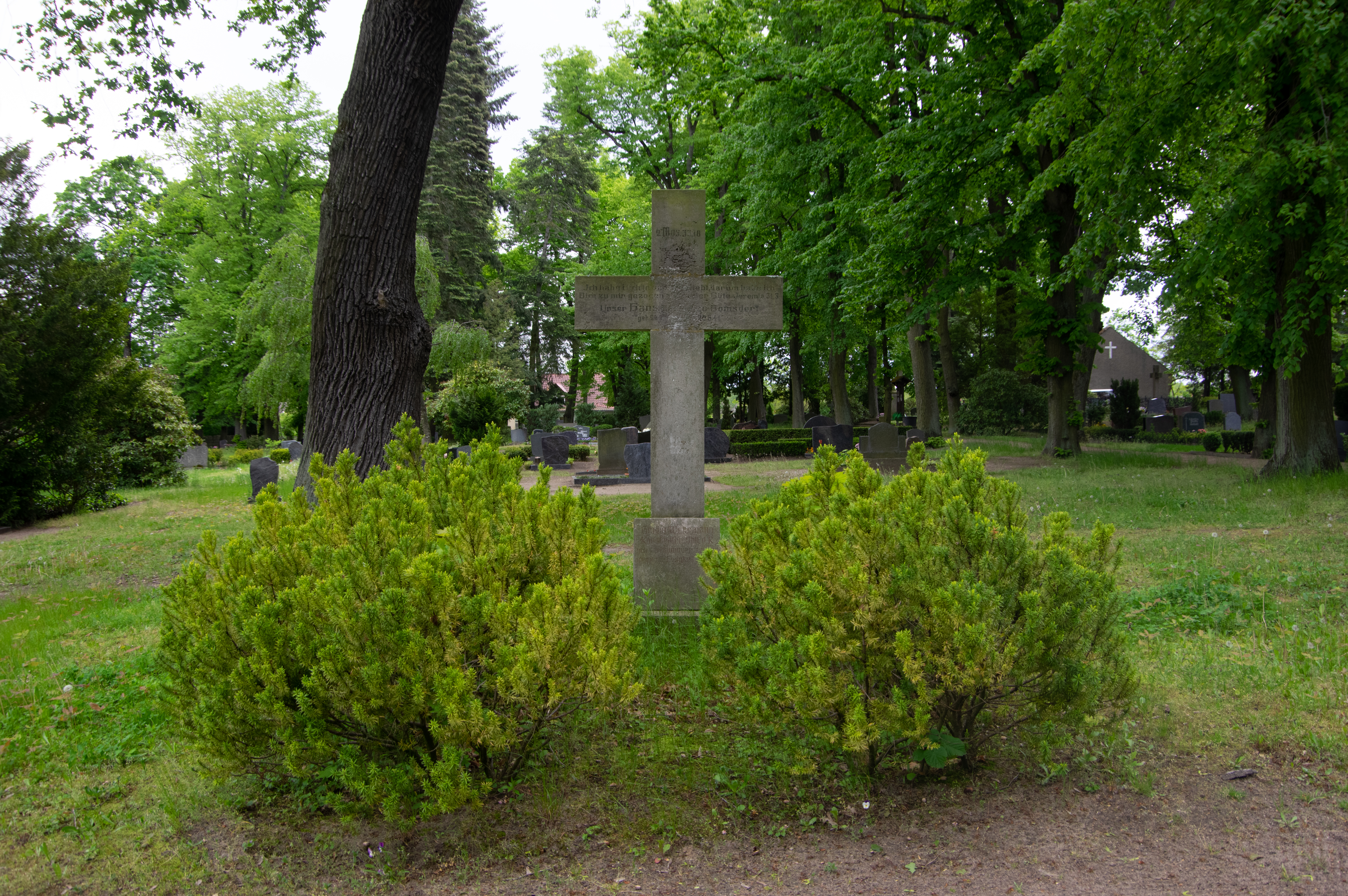
Grabstätte Prof. A. R. Bohnstedt

Nach einem Sturz auf den Treppenstufen des Gymnasiums erkrankte er schwer und verstarb darauf am 9. April 1903. Sein Leichnam wurde auf dem Friedhof der Luckauer Pfarrkirche St. Nikolai bestattet; sein Grabmal wurde in die Liste der Denkmäler des Landes Brandenburg aufgenommen.

### Schriftstellerisches und naturkundliches Wirken
1882 gab Alexander Reinhold Bohnstedt als Beilage zum Schulprogramm des Luckauer Gymnasiums die Flora Luccaviensis heraus, die seinen Schülern auch als Bestimmungshilfe diente.

### Gesellschaftliches Wirken
Alexander Reinhold Bohnstedt wurde als Geschworener an das Cottbuser Gericht berufen und wirkte dazu im Hilfsverein für arme Gymnasiasten sowie im Luckauer Gesangverein Arion.

## Ehrungen und Auszeichnungen
- Das älteste Gymnasium (Bohnstedt-Gymnasium Luckau) des Landes Brandenburg wurde 2004 nach Alexander Reinhold Bohnstedt benannt[4], unter anderem auch mithilfe der Freimaurer[5]. Die Schule vergibt in einem naturwissenschaftlichen Wettbewerb auch den Bohnstedt-Schülerpreis.

## Mitgliedschaften
- Alexander Reinhold Bohnstedt war Mitglied der Freimaurer und unterstützte von 1875 bis 1901 in der Loge Zum Leoparden[6] in Luckau verschiedene karitative Projekte.
- Er organisierte 1879 die 30. Hauptversammlung des in Eberswalde gegründeten Botanischen Vereins der Provinz Brandenburg in Luckau.

## Schriften (Auswahl)
- Flora Luccaviensis: Anleitung zur Bestimmung der in der nördlichen Niederlausitz wildwachsenden, verwilderten und häufig kultivierten Pflanzen. Luckau: J. Entleutner & Sohn, 1882.